# Chiostro di Cennano
L'attuale chiostro di Cennano, in via Poggio Bracciolini a Montevarchi, è quanto rimane di buona parte dell'ex-monastero francescano di San Ludovico. Dopo la soppressione del convento nel 1808, venne assegnato nel 1821 alla propositura di Sant'Andrea a Cennano che, a sua volta, nel 1889 lo scorporò dalla canonica e lo cedette all'Accademia Valdarnese del Poggio.

## Storia
Il chiostro, più tardo rispetto alla chiesa, venne aggiunto all'impianto del convento solo nel 1471 come riporta anche uno dei capitelli del colonnato e solo grazie ai denari, pare, di un privato, un certo Donato Sgheri montevarchino. La porta lignea di accesso al chiostro, tuttora al suo posto, porta invece incisa la data del 1522. 
Con il passaggio all'accademia, il chiostro fu notevolmente alterato dalla chiusura di tutte le arcate del lato ovest del porticato, quello adiacente a via Poggio Bracciolini, per ricavarne una scala di accesso al piano superiore. Successivamente furono murati, con pareti finestrate, anche gli altri tre lati. A ricordarne l'antica destinazione d'uso restavano solo i capitelli e i mozziconi delle colonne che sporgevano dall'intonaco e alcune ornamentazioni pittoriche, ottocentesche, che seguivano i ricalchi delle volte. 
Fu riportato alla forma originaria nel 1963 dopo tre anni di restauri.

## Descrizione

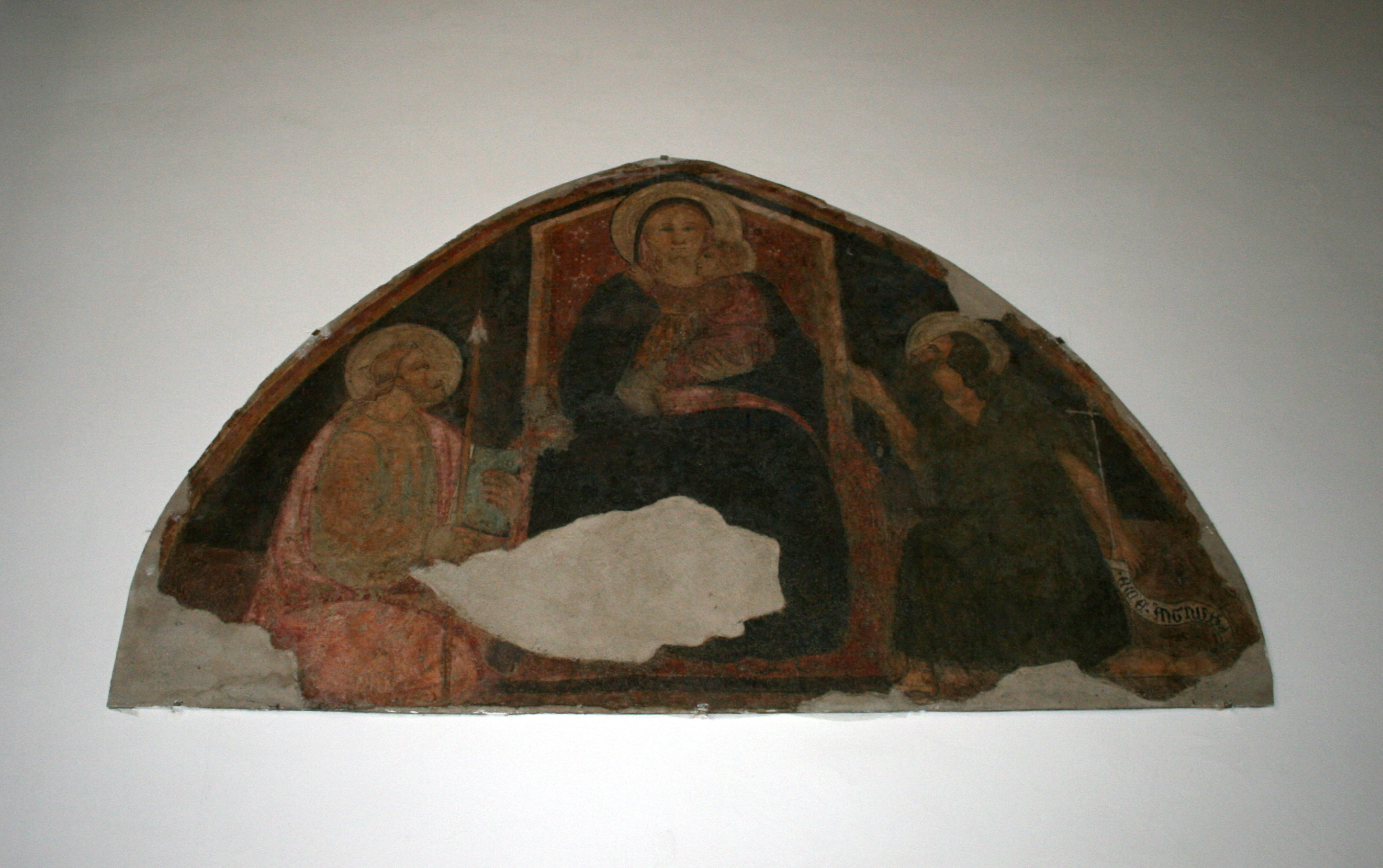
L'affresco riaffiorato nel 1963 oggi al Museo della Collegiata

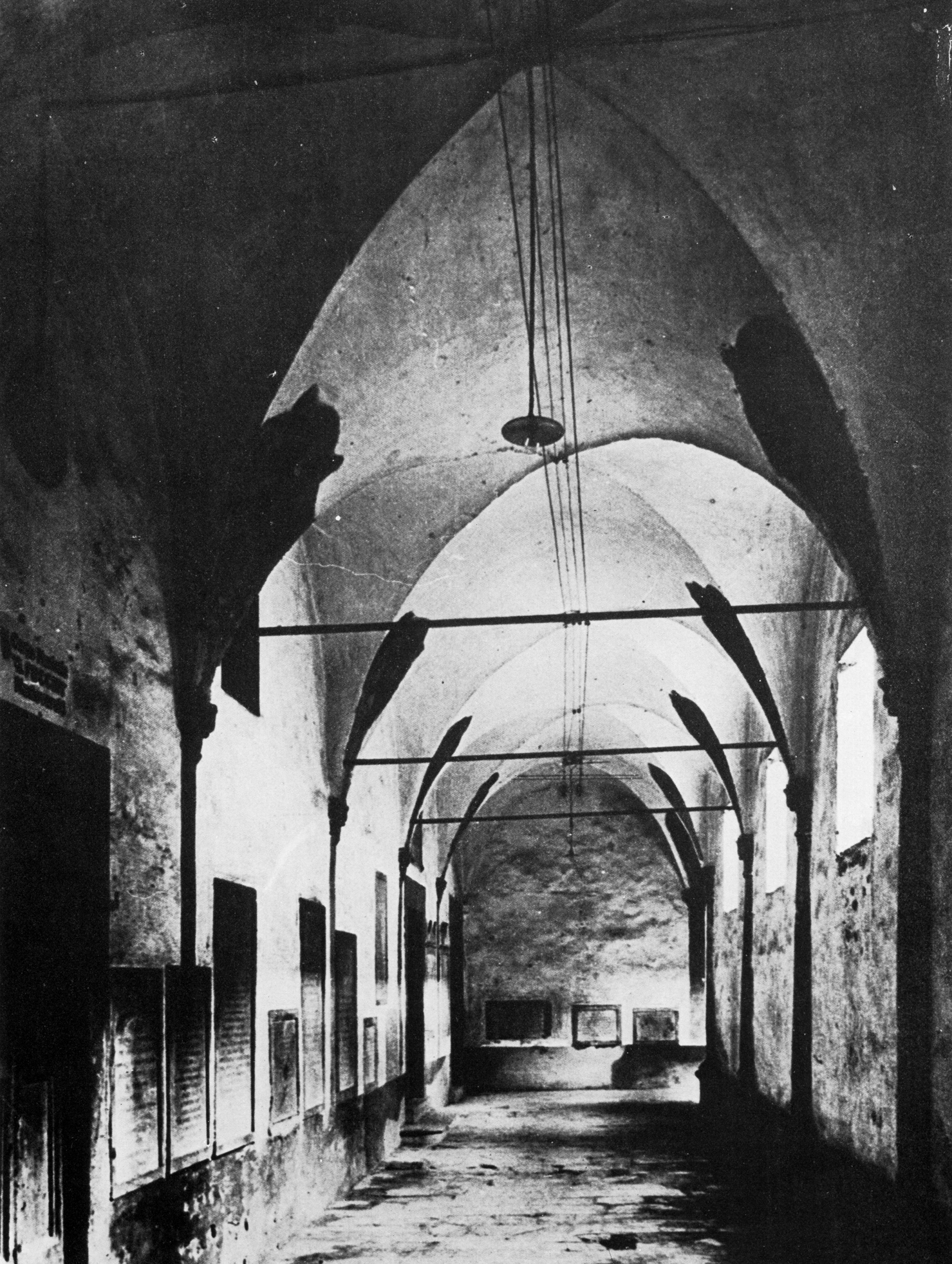
Il chiostro "chiuso" prima dei restauri del '63

Il portico si compone di quattordici colonne in pietra serena dotate tutte di capitelli decorati tipiche del rinascimento fiorentino e per forma e ornato molto simili, anche se conservate molto peggio, a quelle del cortile di palazzo Pazzi a Firenze.
Le ormai scarse tracce di pitture che rimangono su alcuni punti delle pareti fanno pensare che il chiostro, in origine, dovesse essere completamente affrescato. Durante i restauri del 1963 venne addirittura scoperta una lunetta incavata nelle parete contigua alla chiesa e decorata con una Madonna col Bambino in braccio avente ai due lati figure di Santi, probabilmente san Giovanni Battista e san Paolo. Su una delle pareti si intravedono anche tracce di una crocifissione, mentre nelle altre lunette dovevano essere raffigurati episodi della vita di san Francesco.
Quasi completamente scomparse, lungo i quattro lati del chiostro, sia sopra i capitelli delle pareti che sopra quelli del colonnato, comparivano un tempo gallerie di santi e personaggi francescani con, al di sotto, lo stemma della famiglia che aveva commissionato il dipinto.  
Dal lato sud, quello prospiciente alla chiesa, in senso antiorario sono ancora riconoscibili: 
Lato Sud - Sulle colonne
- Frate Elia Da Cortona
- San Benvenuto vescovo di Osimo

Lato Est - Sulla parete
- Sant'Antonio di Padova
- San Ludovico di Tolosa
- San Bonaventura da Bagnoregio

Lato Est - Sulle colonne
- Santa Chiara
- Sancha d'Aragona
- Delfina di Glandeves
- Angela da Foligno

Lato Nord - Sulle colonne
- Sant'Elisabetta d'Ungheria
- Sant'Elisabetta di Portogallo
- Santa Margherita da Cortona.

Lato Sud - Sulla parete
- Giovanni Duns Scoto

Lato Sud - Sulle colonne
- Carlo d'Angiò
- Roberto d'Angiò